# Dixville Notch
Dixville Notch est une localité du New Hampshire, aux États-Unis. Elle est située dans le nord de l'État, à environ 30 kilomètres du Canada. Administrativement, il s'agit d'une communauté non constituée en municipalité du canton de Dixville dans les Montagnes Blanches, dans le comté de Coös. Au recensement de 2010, 12 personnes habitaient le canton, toutes à Dixville Notch.
Le village est connu pour être l'un des premiers à annoncer ses résultats lors des élections présidentielles américaines, ainsi que pour les primaires du New Hampshire.
Le nom du village vient du col (en anglais notch) appelé Dixville Notch, situé à 800 mètres au sud-ouest du village et le surplombant de 30 mètres, qui sépare le pic Dixville (1 043 mètres) et Sanguinary Mountain (908 mètres), et marque la ligne de séparation des eaux entre le fleuve Connecticut et la rivière Androscoggin. Le village, situé à environ 550 mètres d'altitude, au pied des montagnes, accueille le Balsams Grand Resort Hotel, un des derniers grands hôtels du New Hampshire toujours en activité. L'hôtel est située au bord du lac Gloriette, qui s'écoule vers l'ouest pour rejoindre la Rivière Mohawk (New Hampshire). 

## Tradition du vote à minuit

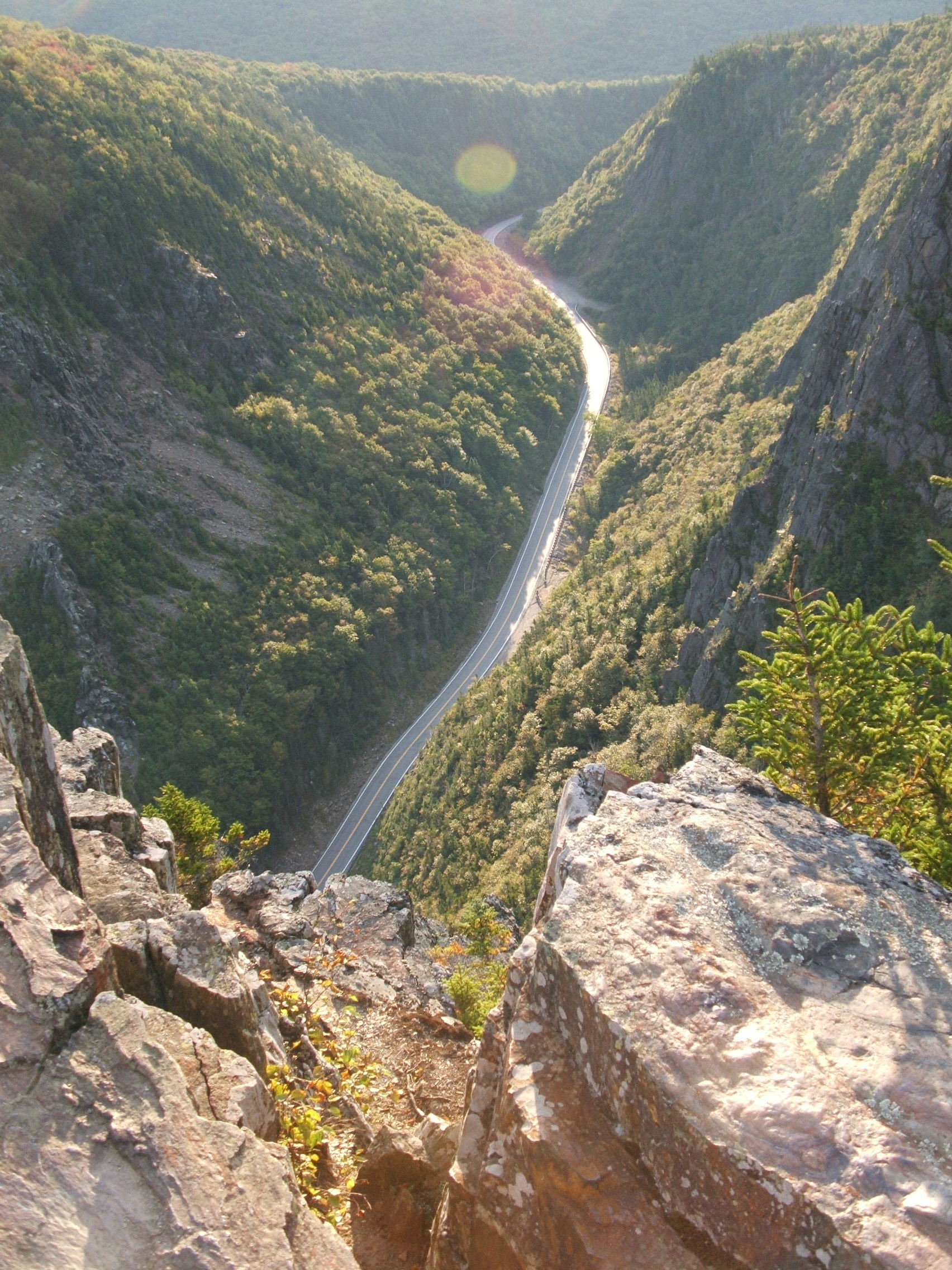
Dixville Notch, New Hampshire

Dixville Notch est connu pour sa tradition du vote de minuit lors des élections présidentielles américaines, tout comme lors des primaires du New Hampshire. Depuis l'élection de 1960, tous les électeurs se rassemblent dans la salle de bal du Balsams. Tous les électeurs votent, et le scrutin est clos lorsque la participation atteint 100 %, quelques minutes plus tard. Les résultats de Dixville Notch sont traditionnellement retransmis à travers le pays immédiatement. La ville adopta le surnom « First in the Nation » (« Première dans le Pays »).
Dixville Notch a reçu l'autorité d'organiser les élections en 1960, et a décidé d'ouvrir le scrutin à minuit. En 1964, les résultats furent les premiers à être diffusés par l'UPI et par l'Associated Press. Depuis, Dixville Notch est le centre d'attention des médias internationaux, en tant que première communauté à voter pour les primaires (en raison de la loi du New Hampshire qui impose que la primaire s'y déroule avant tout autre État). Dixville Notch vote également à minuit lors de l'élection présidentielle en novembre, sans que cela attire autant les projecteurs que les primaires.
Bien que la plupart des bureaux de vote du New Hampshire ouvrent dans la matinée et ferment en début de soirée, Dixville Notch profite d'une loi du New Hampshire permettant de clore un scrutin dès que tous les électeurs ont voté. En conséquence, tous les électeurs du village se rassemblent et sont comptés avant que le scrutin ne commence. La salle du Balsams Grand Resort Hotel qui sert de bureau de vote comprend un isoloir par votant. 

## Résultats

### Élection présidentielle
Depuis 1960, sur les 16 élections présidentielles américaines où les habitants Dixville Notch ont voté à minuit, ils ont majoritairement voté à 11 reprises le candidat républicain, quatre fois pour le candidat démocrate (1968-2008-2016-2020) et une égalité en 2012 et 2024.
- 1960 : 
  - Richard Nixon : 9 votes
  - John Fitzgerald Kennedy : 0 vote
- 1964 : 
  - Barry Goldwater : 8 votes
  - Lyndon B. Johnson : 1 vote
- 1968 :
  - Hubert Humphrey : 8 vote
  - Richard Nixon : 4 votes
- 1972 : 
  - Richard Nixon : 16 votes
  - George McGovern : 3 votes
- 1976 :
  - Gerald Ford : 13 votes
  - Jimmy Carter : 11 votes
  - Eugene McCarthy (indépendant) : 1 vote
- 1980 : 
  - Ronald Reagan : 17 votes
  - Jimmy Carter : 3 votes
  - John Anderson (indépendant) : 2 votes
  - Ed Clark (en) (libertarien) : 1 vote
- 1984[3] :
  - Ronald Reagan : 29 votes
  - Walter Mondale : 1 vote
- 1988[4] : 
  - George H. W. Bush : 34 votes
  - Michael Dukakis : 3 votes
  - Jack Kemp (write-in) : 1 vote
- 1992 :
  - George H. W. Bush : 15 votes
  - Ross Perot (indépendant) : 8 votes
  - Andre Marrou (en) (libertarien) : 5 votes
  - Bill Clinton : 2 votes
- 1996 : 
  - Bob Dole : 18 votes
  - Bill Clinton : 8 votes
  - Ross Perot (indépendant) : 1 vote
  - Harry Browne (en) (libertarien) : 1 vote
- 2000 : 
  - George W. Bush : 21 votes
  - Al Gore : 5 votes
  - Ralph Nader (parti vert) : 1 vote
- 2004[5] :
  - George W. Bush : 19 votes
  - John Kerry : 7 votes
- 2008[6] :
  - Barack Obama : 15 votes
  - John McCain : 6 votes
- 2012[7] :
  - Barack Obama : 5 votes
  - Mitt Romney : 5 votes
- 2016[8] :
  - Hillary Clinton : 4 votes
  - Donald Trump : 2 votes
  - Gary Johnson : 1 vote
  - Mitt Romney (write-in) : 1 vote
- 2020
  - Joe Biden : 6 votes
  - Donald Trump : 0 votes
- 2024
  - Kamala Harris : 3 votes
  - Donald Trump : 3 votes